# 燕東道
燕東道（えんとう-どう）は汪兆銘政権華北政務委員会により設置された河北省の道。

## 沿革
1940年（民国29年）5月29日に設置された。

## 行政区画
廃止直前下部の15県を管轄した。（50音順）
- 宛平県
- 薊県
- 懐柔県
- 固安県
- 香河県
- 三河県
- 順義県
- 昌平県
- 大興県
- 涿県
- 通県
- 平谷県
- 房山県
- 密雲県
- 良郷県